# Treron capellei
Treron capellei é uma espécie de ave da família Columbidae.
Pode ser encontrada nos seguintes países: Brunei, Indonésia, Malásia, Myanmar e Tailândia.
Os seus habitats naturais são: florestas subtropicais ou tropicais húmidas de baixa altitude.
Está ameaçada por perda de habitat.